# Intel P35
Intel P35 (кодове найменування Bearlake) — чипсет, який вироблявся Intel з середини 2007 року і прийшов на зміну набору системної логіки Intel 965. Вперше представлений корпорацією в червні 2007 року на виставці Computex 2007.

## Опис
Основними нововведеннями чипсета є:
- Підтримка частоти системної шини 1333 Мгц для процесорів Core 2 Extreme.
- Можливість встановлення процесорів Core 2 Duo сімейства Wolfdale (Penryn), виконаних по 45-нм технологічному процесу.
- Підтримка нового перспективного стандарту оперативної пам'яті DDR3. Чипсет підтримує також і DDR2, вибір слотів залишається за виробником материнської плати. Пам'ять DDR чипсетом, на відміну від попередніх версій, вже не підтримується за непотрібністю.
- Підтримка інтерфейсу External SATA.

## Основні технічні характеристики
- Підтримувані процесори:
  - Intel Celeron D/Pentium D
  - Intel Celeron на ядрі Conroe
  - Intel Pentium 4 (Prescott, Prescott-2M, Cedar Mill)
  - Intel Pentium Двоядерний
  - Intel Core 2 Duo/Quad/Extreme
- Частота системної шини, МГц: 1333/1066/800
- Системна пам'ять: DDR2-800/667/533 і DDR3-1333/1066/800
- Кількість інтерфейсів PCI Express x1:      6
- Кількість портів SATA II : 6 з підтримкою External SATA (для ICH9 — 4 порти)
- Підтримка RAID: Intel Matrix Storage Technology (RAID 0, 1, 5, 10), крім ICH9
- Кількість слотів PCI Master: 4
- Ethernet-конроллер (MAC-рівень), 10/100/1000 Мбіт/с
- Аудіоконтролер: HDA
- Кількість портів USB 2.0: 12